# Takanori Chiaki
Takanori Chiaki (født 19. juli 1987) er en japansk fodboldspiller, som spiller for den japanske fodboldklub SC Sagamihara.